# Sinodo di Rathbreasail
Il Sinodo di Rathbreasail o Ráth Breasail fu un sinodo della Chiesa cattolica in Irlanda che si svolse nel 1111. Segnò la transizione della Chiesa irlandese da un'organizzazione territoriale su base monastica verso il modello dell'Europa continentale, che prevedeva diocesi e parrocchie. Molte delle attuali diocesi irlandesi possono fare risalire i loro confini alle decisioni prese in questo sinodo.
Il sinodo vide la partecipazione di non meno di cinquanta vescovi, trecento presbiteri e oltre tremila laici. Stabilì due province ecclesiastiche: Armagh e Cashel. Ogni provincia comprendeva dodici diocesi, i cui confini erano definiti in modo sommario. Il sinodo rese la diocesi di Waterford suffraganea dell'arcidiocesi di Cashel, mentre in precedenza era una città danese suffraganea dell'antica arcidiocesi di Canterbury.
Il legato papale presente al sinodo era Gille, vescovo di Limerick. Gille non è menzionato negli annali irlandesi, probabilmente perché Limerick era una città iberno-norvegese.
Il sinodo di Rathbreasail fu il secondo dei quattro grandi concili di riforma della Chiesa irlandese del XII secolo: il primo era stato il sinodo di Cashel del 1101, gli altri due quello di Kells del 1152 e il sinodo di Cashel del 1172. Rathbreasail si trova presso Mountrath, nella contea di Laois, una conveniente posizione centrale nell'isola per un appuntamento tanto importante.

## L'organizzazione territoriale
Il sinodo stabilì 25 diocesi irlandesi, suddivise in due province ecclesiastiche:
- la provincia ecclesiastica del nord, con sede a Armagh, che comprendeva le province di Connacht e di Ulster, per un totale di 13 diocesi;
- la provincia ecclesiastica del sud, con sede a Cashel, che comprendeva le province di Leinster e di Munster, per un totale di 12 diocesi.

### Provincia ecclesiastica di Armagh
1. Arcidiocesi di Armagh (Árd Macha)
2. Diocesi di Clogher (Clochar)
3. Diocesi di Ardstraw (Árd Sratha)
4. Diocesi di Derry o Raphoe (Doire o Ráith Bhoth)
5. Diocesi di Connor (Coinnire)
6. Diocesi di Down (Dún dá Leathghlas)
7. Diocesi di Duleek (Daimhliag)
8. Diocesi di Clonard (Cluain Ioraird)
9. Diocesi di Clonfert (Cluain Fearta)
10. Diocesi di Tuam (Tuaim)
11. Diocesi di Cong (Conga)
12. Diocesi di Killala (Ceall Aladh)
13. Diocesi di Ardcarne o Ardagh (Ard Carna o Ardachadh)

### Provincia ecclesiastica di Cashel
1. Arcidiocesi di Cashel (Caiseal)
2. Diocesi di Lismore o Waterford (Liós Mor o Port Lairge)
3. Diocesi di Cork (Corcach)
4. Diocesi di Rattass (Ráith Maighe Deiscirt)
5. Diocesi di Killaloe (Ceall Dá lua)
6. Diocesi di Limerick (Luimneach)
7. Diocesi di Emly (Imleach Iobhair)
8. Diocesi di Kilkenny (Ceall Chainnigh)
9. Diocesi di Leighlin (Leithghleann)
10. Diocesi di Kildare (Ceall Dara)
11. Diocesi di Glendalough (Gleann dá Loch)
12. Diocesi di Ferns o Wexford (Fearna o Loch Garman)

La diocesi di Dublino riconobbe la giurisdizione di Canterbury fino al 1096, ma non fu compresa nell'elenco delle diocesi del sinodo. Entrò a far parte del sistema delle diocesi irlandesi solo con il sinodo di Kells del 1152.

## Dictatus papae
Le deliberazioni del sinodo furono guidate dalle prerogative papali che erano state sancite da due documenti all'epoca abbastanza recenti, il Dictatus papae (1075-1087) e la Libertas ecclesiae (1079).